# Chasiempis
Chasiempis es un género de aves paseriformes perteneciente a la familia Monarchinae.
 Contiene tres especies endémicas de Hawái, que anteriormente se consideraban conespecíficas. Una especie habita en la isla de Hawái, otra en Oʻahu y la tercera en Kauaʻi.

## Especies
Las tres especies del género son:
- Chasiempis sandwichensis - monarca elepaio.
- Chasiempis ibidis - monaraca de Oahu.
- Chasiempis sclateri - monarca de Kauai.